# 更木劍八
更木劍八（日语：／ Zaraki Kenpachi）是日本漫畫《BLEACH》中的虛構人物。護廷十三隊十一番隊隊長、第十一代暨現任「劍八」。

## 人物
護廷十三隊十一番隊隊長、第十一代暨現任「劍八」。

### 外貌與性格
面目兇惡狂妄，時常露出瘋狂且猙獰的笑容，左臉有道由額頭連到下巴的巨大傷疤，為多年前與第一代「劍八」、前四番隊隊長卯之花烈激戰所留下。隊長羽織及斬魄刀因長年戰鬥而顯得殘破，卻從不加以修復。蓄長髮，並將之編成數小束，每束的末端都帶有能感應靈力的小鈴鐺（少年時期則是留著短髮的模樣），聲稱鈴鐺在戰鬥時鈴鈴作響，能為自己帶來更多的樂趣。代理死神消失篇起，劍八則是換成了披頭散髮的模樣，鈴鐺也不復存在。右眼配戴的眼罩是技術開發局研發出來的物品，是個可以無時無刻吸收靈力的裝置，令他可以將過於強大的靈壓降至與對手相當，以慢慢享受戰鬥的樂趣。這個眼罩會一直壓制、消耗劍八的靈壓，當劍八把眼罩拿下的時候，戰鬥力會突然大增，也只有在關鍵時刻才會主動把眼罩拿下。
生性好戰。戰鬥對他來說正是歡樂的泉源，認為自己為了戰鬥而存在，視其比一切事物更重要，甚至經常在戰爭中無視大局形勢地瘋狂戰鬥。劍八在看似噬血、無情的外表下，內心其實是個單純、熱血的男人。雖然喜歡打鬥，卻連前總隊長山本元柳齋重國親自傳授正規的劍道給劍八，都只學了一下子就以「太麻煩」為由而放棄。趕路時總是用直覺判斷，和身為副官的草鹿八千流同樣方向感不佳，但八千流又特別喜歡指路，因此時常能看到兩人東奔西走的樣子。稱呼前總隊長山本元柳齋重國為「老頭子」。另外將六番隊隊長朽木白哉視為最想交手的對象之一。與十二番隊隊長、現任技術開發局局長涅繭利是死對頭。此外，時常吐嘈自己的屬下斑目一角及綾瀨川弓親的言行。
更木劍八是護廷十三隊首位不會「卍解」的隊長，之所以能成為隊長純粹是因為對戰鬥的執著、渴望，以及異於常人的靈壓、實力。戰鬥時總是索性降低自己的靈壓，以便於和對手交戰又不會讓打鬥太早結束。與黑崎一護交手時，劍八曾自述「因為斬魄刀靈壓過於強大，使盡全力也無法將它封印」，因此他自稱斬魄刀沒有解放型態，白哉也一直把劍八的斬魄刀歸類為「時常解放型」。事實上，劍八一直以來只把刀當成是作戰工具，所以直到他在無形帝國入侵瀞靈廷、屍魂界即將覆滅時，透過卯之花烈的協助令自身的力量重新覺醒之前，他都聽不到來自斬魄刀的聲音，意即無法與之溝通甚至使用其力量。同時，劍八在一次次戰鬥中，為了配合對手而降低自身靈壓的行徑，也使自己的實力被無意識地封印起來。千年血戰篇負責替劍八找回自身力量的卯之花烈稱劍八「每次和鬼門關擦身而過，原本被下意識封印的力量便會慢慢取回」，而劍八亦是「世上唯一能取悅她的男人」。在與卯之花烈死鬥後，才聽見來自斬魄刀「野晒」的呼喚。
喜歡睡午覺，討厭納豆，因為過於黏稠、難以下嚥而覺得噁心。平常總是堅持親自整理頭髮，但由於總是用肥皂洗髮的緣故，導致他的髮質變得相當乾燥。前一番隊副隊長雀部長次郎忠息曾經推薦劍八一種特殊的護髮方式，卻導致劍八的髮質過於柔順而無法綁起來，使劍八對雀部的印象並不好。作者在附錄特典集賦予劍八的關鍵詞為「興」。

### 身世與經歷
出身於北流魂街治安最惡劣、環境不堪入目的流魂街80區『更木』。本為無名無姓的平民。後來取地名「更木」為自己的姓，並於往後擊敗第十代「劍八」後，繼承了「劍八」的封號。年少時期開始，更木便展現了不尋常的好戰天性，並在某次偶然的機會，從一名因故殉職的死神手裡取得尚未開發出解放型態的「淺打」據為己用。因為沒能發現足以擔當其對手的交戰對象，逐漸地對戰鬥產生厭倦之意。
某天，同樣好戰的初代「劍八」、十一番隊隊長卯之花烈（原名「卯之花八千流」）為了尋覓讓她中意的猛將，隨同副官抵達流魂街郊外的時候，映入眼簾的景象，竟是多名死於更木的刀下、堆積成山的流魂街平民屍體。卯之花欲上前仔細視察，反遭忽然竄出的更木持刀刺傷鎖骨下方，也留下了身上唯一一個傷疤。雙方繼而在現場展開激烈決戰，最終更木遭對方持刀砍傷左臉，留下難以抹滅的巨大傷痕，卻在這場大戰中首次體會到戰鬥的恐懼和喜悅，因而開始對卯之花抱持著景仰的心態。然而，更木擁有更強的實力，卻害怕殺死這樣一個難得的「敵人」就會失去戰鬥的樂趣，為了配合卯之花的實力，所以下意識地將自己弱化至與她相同的水準；卯之花為此感到相當自責，並且在經歷該場決戰後，開始養成將髮辮置於胸前的習慣，藉此掩飾當年被劍八砍傷的傷疤。爾後，卯之花放棄了初代「劍八」之名，轉而修行回道與治療術，便於永遠地治癒自己、享受戰鬥的樂趣。
成年後，更木偶然路過流魂街79地區『草鹿』的時候，在該地的樹林裡一次殲滅了十幾人，與還是嬰幼兒的八千流相遇並收養她。在流浪的期間因緣際會邂逅了縱橫流魂街的混混斑目一角和綾瀨川弓親，與一角交手並擊敗對方，而更木取勝後卻不取一角性命的行為，也讓一角打從心底對他感到崇拜。當他加入護廷十三隊沒多久，就挑戰當時的十一番隊長、第十代「劍八」鬼巖城劍八並殺了對方，因此成為隊長、也繼承了「劍八」之名。此舉也大大影響一角，即便護廷十三隊多年以來數次有隊長職務的空缺，有隊長資質與實力的一角卻始終拒絕了擔任隊長的請託，決心要在更木劍八的麾下戰鬥到死去的那天。山本元柳齋重國雖然曾經有意將自身的劍術技巧傳授給劍八，卻使得劍八直呼「太麻煩」，僅耗時一天便放棄繼續修行的念頭。

## 劇情表現

### 屍魂界拯救篇
首次登場的時候，劍八和時任三番隊隊長市丸銀現身在一番隊隊舍某走廊上，和六番隊隊長朽木白哉碰面。劍八挑釁地詢問白哉對於朽木露琪亞即將被處刑一事的觀感。由於劍八素來嚮往與如同白哉這樣的強者對決，因此懷著激怒對方的心態而來。劍八直言，白哉身為名門家族，可是內部竟出現了罪人，理當是極為沮喪且無法容忍的心態；然而在旁的市丸銀因不願直接得罪白哉，連忙用布條纏住劍八的身體並將其強行帶離現場。
市丸銀親自前往白道門擊退試圖闖進瀞靈廷的黑崎一護等人後，劍八立即在隊長會議期間，當面質問市丸銀沒有對旅禍痛下殺手的理由，還為此和十二番隊隊長涅繭利展開唇槍舌戰。負責主持隊長會議的總隊長山本元柳齋重國出面制止，雙方才結束爭辯並回到各自的位置上。此時，一護等人藉著流魂街煙火師志波空鶴的協助，成功闖進瀞靈廷而觸發了警報。劍八聞訊，立刻衝出會議現場意圖迎戰對手，卻因為自身方向感不佳，加上隨行的八千流屢次指錯方向而沒能尋獲對方。
十一番隊麾下的第三席斑目一角敗北沒多久，涅繭利帶著副官涅音夢來到位於四番隊的死神醫護所，準備詢問前者有關於對手的情報，但一角卻因為對一護留下不錯的印象而不願透露半點口風。涅繭利盛怒下打算動手逼問一角，所幸前來探視一角的劍八即時出面制止，涅繭利才悻然離開現場。透過一角的敘述，得悉一護具備著過人的實力後，喜好戰鬥的個性驅使劍八開始在瀞靈廷各處尋找一護，並期待與他交手。
劍八趕至一護的面前，前所未見的懾人靈壓讓一護一行人幾乎無法站穩。一護讓其他人先行離開，自己留下斷後，卻發現劍八無意攔住那些逃跑的入侵者。劍八說道，自己就是來和一護痛痛快快打一場的，除此之外別無目的。劍八語氣狂妄，拉開死霸裝並讓一護先砍自己一刀，受到刺激的一護猛然朝劍八身上砍去，卻發現對方毫髮未傷。劍八解釋，靈壓相互碰撞時，弱的一方便會受損，比起一護那種強烈釋放靈壓而使得斬魄刀膨脹的形式，自己有意無意間散發出的靈壓相對強上不少。兩人展開交手，由於實力相差太大，使得一護甫開戰便身受多處重傷，斬魄刀甚至也被刺穿成兩半。後來在心理世界接受「斬月大叔」的鼓勵後，挺身來到劍八面起挑戰他。劍八赫然發現一護的傷勢乃至於刀身都自行痊癒，且靈壓變得更加強大。一護發現劍八身上的傷痕越來越多，卻毫無退縮之意，反而燃起心中對戰鬥的渴望，瘋狂地與揮刀激戰。兩人最後均受嚴重傷勢，一護首先力竭倒地，並表示對落敗的不甘心，劍八卻表示這場戰鬥算一護取得勝利，隨後也倒在對方身旁。八千流感謝一護讓劍八體驗精彩的決鬥，隨即將失去意識的劍八揹至附近的高樓頂端，等候事先請來為劍八療傷的四番隊隊長卯之花烈。清醒後，劍八在對話期間透露自己不甘於實力不足的現況，還試著和斬魄刀對話但未能獲得回應，便再次陷入昏迷狀態，並且在接受卯之花烈的治療後，先行返回隊舍休息。
後來，八千流帶著逃離涅繭利追殺的屬下荒卷真木造和井上織姬來到十一番隊隊舍與劍八碰面，劍八推測一護應該在瀞靈廷的某處鍛鍊自己的實力，遂帶領八千流、一角、弓親、荒卷等人協助織姬尋找一護的下落，還順勢破壞了位於綜合醫護所下方的地下牢房，救出當時被囚禁的石田雨龍、茶渡泰虎、志波岩鷲三人，未料卻遇見前來阻撓一行人的七番隊隊長狛村左陣、副隊長射場鐵左衛門、九番隊隊長東仙要、副隊長檜佐木修兵等人。劍八讓八千流帶著織姬等人先行逃走，自己則和一角及弓親分別留下來斷後。劍八獨自挑戰左陣與要，遭到要的斬魄刀能力影響，暫時失去視覺並被突襲，身受多處刀傷。沒想到，劍八卻想出近乎瘋狂的作戰計畫，在沒有任何視野的情形下，他直接讓要持刀刺穿自己的腹部，再抓住要的手使其無法動彈，最終成功戰勝。爾後狛村感受到山本元柳齋重國不尋常的靈壓而先行離場，令該場決鬥因而中斷。當他隨同護廷十三隊的諸多正副隊長及其下屬抵達雙殛的時候，目睹了藍染惣右介、市丸銀、東仙要等人利用魂遮膜叛逃至虛圈的畫面。
事後，劍八接受救護班的治療順利康復，還親自來到十一番隊的練武場，準備再度和一護一決勝負；豈料對方反被劍八瞬間高漲的靈壓嚇得落荒而逃，連當時和射場閒談的弓親亦忍不住為此搖頭。此外，由於劍八在和狛村決戰的期間，砍壞了對方用來掩飾真面目的鐵面具，這項舉動亦使得狛村從此開始以真實面貌示人，順勢戒除了配戴面具的習慣。

### 破面篇
井上織姬被破面綁架帶往虛圈後，劍八與六番隊隊長朽木白哉奉時任總隊長山本元柳齋重國的命令，遣送以十番隊隊長日番谷冬獅郎為首、駐留在現世的先遣部隊回到屍魂界。爾後劍八偕同白哉、四番隊隊長卯之花烈、十二番隊隊長涅繭利等人為了支援前往拯救織姬的一護等人，轉而通過黑腔來到虛圈作戰。當一護遭十刃NO.5諾伊特拉·吉爾加的從屬官戴斯樂重傷，即將被殺之際，劍八及時現身斬殺戴斯樂為前者解危，還和諾伊特拉展開激烈的對決。期間，由於諾伊特拉不慎用斬魄刀劃到劍八用來抑制靈壓的眼帶，導致劍八得以在解開眼帶的狀態下，砍破前者的鋼皮使其受了些傷，但後來諾伊特拉使出歸刃型態，對其發動猛烈的攻勢，迫使劍八為了解決對方，遂傾盡全力施展許久未使用的「劍道」技巧，成功擊敗並殺死諾伊特拉。事後十刃NO.1柯雅泰·史塔克奉命將織姬帶回虛夜宮，一護和劍八試圖阻止史塔克，但仍被對方搶先一步而功敗垂成。
其後，白哉和劍八負責掩護一護前往現世，並且正式對上解放為NO.0的牙密·里亞爾戈，起先原本是劍八獨自對抗牙密，白哉在旁觀戰的局勢，但後來白哉得悉劍八想趁機與他決一勝負，因而同意劍八的要求並與之對決。最終由於牙密持續在兩人決戰的期間發動攻擊，迫使白哉和劍八提前終止這場決鬥，聯手迎戰牙密並成功擊敗對方。
事後，劍八離開虛圈接受救護班的治療，與白哉和京樂晉見山本總隊長，得知許多護廷十三隊的隊長羽織失蹤一事，卻因為「隊長羽織只意味著礙事」的言論惹來山本總隊長的責罵。在成田良悟所著作的小說『Spirits are forever with you』，則記述劍八在空座町大戰落幕後的期間，和第八代劍八 痣城劍八展開決戰的過程。

### 代理死神消失篇
1年5個月後，劍八不再將小鈴束在頭髮上，除了將長髮自然放下以外，眼罩也變成附在右眼上的模樣，同時眼罩封存的實際靈壓已增長為第一部的十倍。在得悉浦原喜助準備製作蘊含死神力量的靈刀，幫助黑崎一護恢復死神的力量後，劍八立即義無反顧地跟隨護廷十三隊諸位正副隊長灌輸各自的靈壓，協助浦原喜助製成恢復死神力量的靈刀（在松原真琴著作的官方小說裡，劍八甚至還主動號召旗下的所有成員共同參予這項計畫），和草鹿八千流、斑目一角、朽木白哉、阿散井戀次、日番谷冬獅郎趕到現世，負責監視一護在和初代死神暨XCUTION領導人銀城空吾決戰期間做出的抉擇。
後來，死神們被傳送至雪緒的能力空間裡，對抗XCUTION成員的時候，劍八認為與白哉對陣的月島秀九郎似乎實力較為強悍，還要求白哉和他交換對手；聽見這段對話的沓澤認定劍八瞧不起他的實力，藉著完現術「時無誑語」強化自己的體魄企圖解決對方，結果劍八率先搶在沓澤出手之前，直接揮刀將對手劈成兩半。事後劍八跟著死神們先行回到屍魂界，還和諸位隊長主動迎接前來和山本總隊長商談銀城安葬事宜的一護。

### 千年血戰篇
星十字騎士團進攻屍魂界時，劍八以壓倒性的優勢擊敗「R」傑洛姆‧基茲巴特、「Q」貝雷尼克‧加布利爾及「Y」羅伊德‧洛伊德，後來在見到無形帝國領導人友哈巴赫的同時逕自上前挑戰對方，但遭後者壓倒性的傷害而敗北，並還被偽裝成友哈巴赫的「Y」洛伊德‧洛伊德持於手中。待敵軍撤退後，劍八接受救護班的治療而順利康復，並在中央大監獄最底層接受四番隊隊長 卯之花烈的指導，進行武術訓練。雖然劍八一開始就將眼罩置於辦公室以便用全力和對方戰鬥，但仍不斷地被卯之花重傷，然而隨著對方凌厲的攻勢逼迫下，劍八反覆地在決戰期間失去和重拾意識，因而能順勢斬傷卯之花。透過卯之花的引導，令自己的力量再次覺醒後，劍八暗地感謝前者讓他頓悟戰鬥的喜悅，遂持刀刺穿卯之花的胸膛，結束該場決鬥。
及後於瀞靈廷化為無形帝國旗下宮殿的期間，感受到八千流異常的靈壓，轉而破壞牆壁抵達八千流和虎徹勇音的面前，對抗星十字騎士團成員「V」葛雷密·托謬。面對葛雷密屢次使用「夢想家」的能力對其發動猛烈攻勢，更甚著創造巨型隕石欲摧毀整座瀞靈廷的舉動，劍八不但未受動搖，反而激起鬥志並解放斬魄刀破壞隕石，甚至還挺過對方使用想像力創造的宇宙空間造成的巨幅傷害，結果反令急於擊潰劍八的葛雷密自亂陣腳，遭到自身能力的反撲影響而敗。其後因發現八千流遺留的死霸裝而警覺事態有異，喝令旗下成員尋找後者的下落，但隨即遭遇四名女性星十字騎士團成員的襲擊而被重創到無法動彈。
事後劍八被十三番隊隊長浮竹十四郎、四番隊副隊長虎徹勇音及三席山田花太郎送往治療室，與身受重傷的一角、弓親、修兵接受治療，並且在清醒沒多久急於尋找八千流的下落，但被浦原喜助和總番隊副隊長伊勢七緒以旗下隊員正在協助搜尋對方下落為由加以勸阻，因而在理解自己有要務在身的情況下，決定偕同其餘正副隊長闖進靈王宮。但出發前臨時去廁所而與眾人分開，而後與故意和大家分開的涅繭利一同到達靈王宮。
此時兩人遇到「C」佩尼達·帕卡賈，劍八立即發動攻勢，卻反遭佩尼達的能力弄傷右臂，且右臂繼續被完全徹底扭轉，劍八在被右臂的扭轉傷到自己前用左手扯下右臂，此時涅繭利告知不要接近敵人，但是劍八不聽勸告還是繼續衝上前攻擊，卻慘遭被扭斷兩隻腳踝，就在要被徹底扭轉成肉球前被涅繭利從背後用「疋殺地藏」捅一刀後被能力解救，並隨即被一角和弓親帶離現場。佩尼達死後，被麻痺而無法動彈的劍八被放入涅的身體保養箱裡休養一段時間，不久後順利復原重回戰事前線，前來協助白哉和冬獅郎對抗星十字騎士團成員「M」傑拉德·瓦爾基里。與之交戰時劍八本能的將眼罩脫下和使出始解戰鬥，但是因為毀壞傑拉德的希望之劍而讓自己被絕望的能力不斷被砍傷，就在戰況一面倒時八千流出現在劍八的內心意識中，說出如果好好使用她的話沒有劍八砍不了的人，隨後給予劍八力量並引導他使出卍解，使出卍解的劍八全身變成血紅色且靈壓變的更加強大且狂暴，瞬間將傑拉德的右手張開大口咬住扯斷，並趁著傑拉德再生右手時繼續進攻而砍破左手防禦的盾牌，差點讓傑拉德從靈王宮摔落，並在傑拉德想反擊時將他劈成兩半。但傑拉德發動完聖體神之權威復原並且變得更強悍，就在劍八想揮刀迎接傑拉德的攻擊時，因為自身無法承受自己卍解的力量導致右手斷裂，並且接下了傑拉德變成完聖體的一擊而倒下。在日番谷對付傑拉德時，解除了卍解的狀態牽制住傑拉德。

### 結局篇
無形帝國戰役落幕十年後，劍八將右眼的眼罩更換成綁帶款式，帶領一角和弓親赴往新任隊長就職典禮期間再度迷路，劍八認為過去的迷路經驗皆歸因於負責指路的八千流方向感不佳，並提及八千流已不在護廷十三隊（一角接替八千流成為十一番隊繼任副隊長，弓親則升遷第三席）。後來三者因為於新任隊長就職典禮遲到，被二番隊隊長碎蜂出言斥責，劍八聞言不悅險些和碎蜂發生衝突，但被在場的四番隊正副隊長虎徹勇音和清音、總番隊正副隊長京樂春水、伊勢七緒及時制止。

### 獄頤鳴鳴篇
劍八和其他隊長接受總隊長京樂春水的指示，舉行已故隊長們的魂葬禮祭。

## 斬魄刀
- 斬魄刀『野』（野晒（のざらし），聲優：桑谷夏子）

護手呈立體多邊形，刀身呈現些許不平整狀，刀柄纏著白色布條。根據作者在公式本及特輯篇訪談的補充解說，屬於時常解放型的斬魄刀，意即沒有始解或卍解的解放狀態；但在後續劇情顯示似乎並非如此。
其實體化姿態未在劇中登場，然而當一護和劍八在屍魂界拯救篇展開對決的時候，實體化的斬月曾向一護透漏自己親耳聽見它的哀鳴，後由於卯之花烈在千年血戰篇的特訓期間，讓劍八的力量重新覺醒，劍八才首度聽見它的呼喚，斬魄刀為戰場上拾取某位殉職死神的淺打而來。

### 始解
解放語「吞噬吧，野晒」（呑め『野晒』（のめ『～』）
當劍八呼喚出解放語後，斬魄刀會變成擁有巨大刀身，靠近刀柄處呈現弧狀線條，末段洞口墜有長流蘇的長柄刀──體積比一開始的斬月還要誇張。劍八曾憑藉此型態，瞬間破壞足以將整座瀞靈廷摧毀的巨型隕石。

### 卍解
在千年血戰篇劍八對上「M」傑拉德·瓦爾基里居於劣勢時，八千流現身在劍八的意識中說出如果好好使用她的話沒有劍八砍不了的人，隨後給予劍八力量並引導他使出卍解。
- 【卍解】（名稱不詳）

使出卍解時的劍八全身上下的皮膚會呈現血紅色，從額頭到眼睛下方有兩條黑色的紋路，額頭正上方長出兩根角，面貌變得如同惡鬼般的姿態，使用時似乎會短暫失去意識且無法與之溝通。
卍解後的野晒跟始解的狀態差不多，但野晒的劍刃部分會從中間斷裂。雖然卍解下的斬魄刀看起來是斷刀，但威力之強大卻不能跟始解來比較。具體能力不詳。在卍解狀態下變化最多的是劍八的外表，反而不是斬魄刀本身。劍八的速度、力量、靈壓比從前只脫下眼罩時更加強大和狂暴，以讓人完全無法反應的速度瞬間就將「M」傑拉德揮出的右拳直接用大口咬住扯斷整條手臂。但由於卍解釋放的力量過於強大，稍有不慎便會對使用者的身體造成過度強烈的傷害。
卍解狀態下的劍八意識是模糊的，似乎不能夠保持著理性，只能夠依據戰鬥的本能而對敵人展開攻擊，因此未說出卍解的名稱。

## 技能與招式
| 技能名稱           | 簡介 |
| ------------------ | --- |
| 『劍壓』           | 將集中在刀身上的靈壓，揮斬向敵方並造成傷害。在官方小說版則提及因為劍八的靈壓相當炙熱，故此技可將週遭空氣中的靈子全部燒毀。 |
| 『兩斷』           | 劍八在劇裡首度施展的劍道招式，採用雙手握劍的姿勢，將斬魄刀持於手裡，然後趁著對手接近自己的時候，朝對方使出威力強大的金黃色斬擊。劍八曾於破面篇利用此招擊敗十刃NO.5諾伊特拉·吉爾加。                                                                                             |
| 『實體化靈壓防禦』 | 從體表釋放強力的靈壓，將其化為巨大骷髏的形狀（動畫版的靈壓色澤呈現金黃色），彷彿實體般覆蓋己身，隔絕外來的一切攻擊。根據官方小說版的解說，此種防禦技能極為炙熱，一旦外界攻擊接觸到劍八釋放的防禦靈壓，其靈子將會被燃燒殆盡，而此技能的威力甚至可和破道之九十六 一刀火葬相抗衡。 |

遊戲原創技
| 技能名稱 | 簡介 |
| -------- | --- |
| 『全開』 | 在每一次死神的格鬥遊戲中皆有登場的技能，通常都是做為了劍八最強的招式。其實質是將實體化靈壓防禦作為了攻擊的方式。令自己在接近敵人的時候從體表釋放強力的靈壓，將其化為金黃色巨大骷髏的形狀，彷彿實體般覆蓋己身，成為光柱，將所有的敵人撕裂殆盡。威力強大。 |

## 卷首語
- 「每捨棄自尊一次，我們就越像是野獸。每扼殺一顆心，我們就遠離野獸一步。」——單行本第十三集。

## 備註
1. ↑  1.在彩色公式本介紹綾瀨川弓親的備註設定欄位，提及劍八因為覺得讓弓親觸摸他的頭髮會讓他感到不自在，故劍八始終保持著親自整理頭髮的習慣。
2. ↑  2.漫畫原著第114章回憶片段，劍八為八千流命名的同時，表明自己希望只有一個人能擁有「八千流」這個名字，但僅是口頭命名而無刻字；動畫版則增加劍八持刀在地面刻下「八千流」漢字的橋段。
3. ↑  3.另外在小說版『Spirits are forever with you』，亦提及劍八配戴的鈴鐺和眼罩都在和痣城決戰的過程中損毀，故涅繭利特地為其開發封印力强於之前10倍且便於配戴的眼罩，提供劍八使用。
4. ↑  4.其原因係葛雷密將劍八視為必須殺死的怪物，抱持「超越這頭怪物」的想法並運用能力意圖強化自己，變成和劍八相同的體魄，但由於劍八實際的力量已經遠超乎葛雷密的身驅能夠承受的極限，結果令葛雷密的身驅被直接撕裂而敗北。